# Cirurgião-cerúleo
O cirurgião-cerúleo (Acanthurus nubilus), é uma espécie de peixe-cirurgião nativo do oeste do Indo-Pacífico. Foi descrito por Fowler e B. A. Bean, no ano de 1929, com exemplares coletados na Ilha Dodepo, no golfo de Tomini, Indonésia.

## Aparência
Um peixe de corpo oval achatado com uma coloração azul brilhante, apresentam um espinho afiado próximo a cauda, uma característica típica dos peixes-cirurgião. Os adultos são mais azuis que os filhotes, já as larvas, são totalmente transparentes, essa característica ajudam a se esconderem de predadores.

## Etimologia
O gênero Acanthurus vêm de duas palavras gregas antigos, acanthus, cujo significado espinho, e oura, cauda, referência do espinho próximo á cauda. Nubilus, significa escuro ou nublado, referência da coloração azul forte de seu corpo.

## Biologia
Vivem em pequenos cardumes ou solitários, se alimentam de algas que crescem em rochas ou em cascos de tartarugas-marinhas, é considerado um peixe limpador por conta dessa interação. Seu habitat são recifes de corais rasos, mas há a ocorrência desta espécie em recifes profundos de 90 metros de profundidade. Quando se sentem ameaçados, tentam arranhar o predador com seu espinho afiado próximo á cauda.

## Distribuição
São nativos do oeste do Indo-Pacífico, da Indonésia para a Nova Caledônia e em toda a Melanésia e Micronésia para a Polinésia, Arquipélago da Sociedade, Polinésia Francesa. Há recordes nas Marianas do Norte e Filipinas. Um único exemplar foi capturado no Canal de Moçambique, na costa da África, mas a sua identificação é incerta.